# Atina
Atina es una localidad y comune italiana de la provincia de Frosinone, región de Lacio, con 4.537 habitantes.

## Evolución demográfica
| Gráfica de evolución demográfica de Atina entre 1861 y 2001 |
|                                                             |
| Fuente ISTAT - elaboración gráfica de Wikipedia             |